# Cherdpong Punsoni
Cherdpong Punsoni (ur. 17 listopada 1947) – tajski judoka. Olimpijczyk z Monachium 1972, gdzie zajął dziewiąte miejsce w wadze średniej.

## Letnie Igrzyska Olimpijskie 1972
| Konkurencja | Eliminacje           | Repasaże          | Klas. końcowa |
| Konkurencja | Przeciwnik I         | Przeciwnik I      | Miejsce       |
| ----------- | -------------------- | ----------------- | ------------- |
| 80 kg       | Oh Seung-lip (KOR) P | Petr Jákl (TCH) P | 9.            |